# 居米亚讷
居米亚讷（法語：Gumiane，法語發音：[ɡymjan]）是法国德龙省的一个市镇，属于迪镇区。

## 地理
居米亚讷（44°30'36"N, 5°16'34"E）面积8.92 平方千米，位于法国奥弗涅-罗讷-阿尔卑斯大区德龙省，该省份为法国东南部内陆省份，北起顺时针与伊泽尔省、上阿尔卑斯省、上普罗旺斯阿尔卑斯省、沃克吕兹省和阿尔代什省接壤。
与居米亚讷接壤的市镇（或旧市镇、城区）包括：阿尔纳永、布维耶尔、沙朗孔、绍德博讷、圣纳泽尔勒代塞尔。

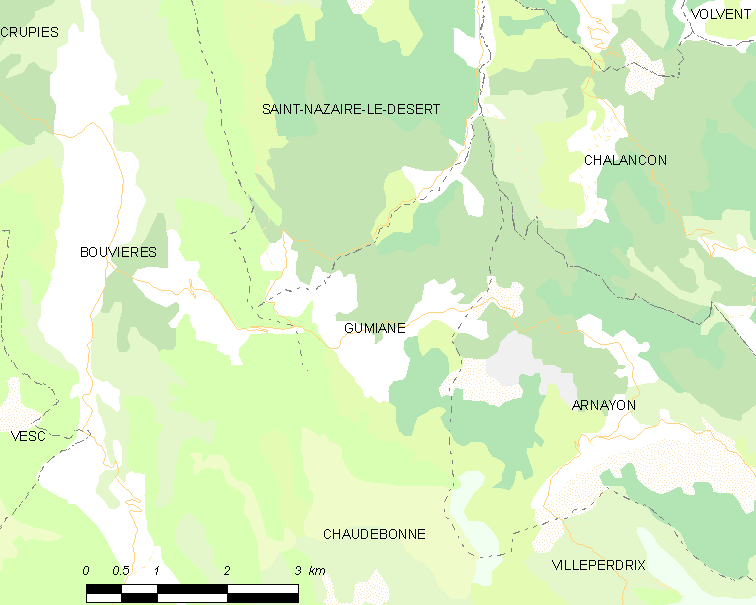
居米亚讷的OSM定位图

居米亚讷的时区为UTC+01:00、UTC+02:00（夏令时）。

## 行政
居米亚讷的邮政编码为26470，INSEE市镇编码为26147。

## 政治
居米亚讷所属的省级选区为迪瓦县。

## 人口

1962-2008年间居米亚讷人口变化图示

居米亚讷于2022年1月1日时的人口数量为20人。